# Anolis kahouannensis
Espèce
Synonymes
- Anolis marmoratus kahouannensis Lazell, 1964
- Ctenonotus kahouannensis (Lazell, 1964)

Anolis kahouannensis est une espèce de sauriens de la famille des Dactyloidae. 

## Répartition
Cette espèce est endémique de Guadeloupe. Elle se rencontre sur l'Îlet à Kahouanne et Tête à l'Anglais.

## Description
Ctenonotus kahouannensis mesure, queue non comprise, jusqu'à 80 mm pour les mâles et jusqu'à 53 mm pour les femelles.

## Taxinomie
Décrite comme sous-espèce Anolis marmoratus kahouannensis a été élevée au rang d'espèce par Roughgarden.

## Étymologie
Son nom d'espèce, composé de kahouann[e] et du suffixe latin -ensis, « qui vit dans, qui habite », lui a été donné en référence au lieu de sa découverte, l'Îlet à Kahouanne.

## Publication originale
- Lazell, 1964 : The anoles (Sauria: Iguanidae) of the Guadeloupéen archipelago. Bulletin of the Museum of Comparative Zoology at Harvard College, no 131, p. 359-401 (texte intégral)..